# Worshipful Company of Curriers
La Worshipful Company of Curriers (del español: Gremio de Curtidores o literalmente Excelentísima Compañía de Curtidores) es una compañía de librea, uno de los antiguos gremios medievales de la City de Londres, en Inglaterra.
Los curtidores londinenses primero formaron una cofradía en 1272, antes de convertirse oficialmente en corporación por carta real de incorporación en 1606.
Hoy en día los Curriers de Londres, como la mayoría de los antiguos gremios, existen como una fundación de caridad, apoyando a la industria del cuero y al Lord-Mayor de Londres. 
De 2024-25 el Maestro-Curtidor del antiguo gremio londinense es Piers Williamson.